# Співак Микола Якович
Співак Микола Якович — український вчений у галузі мікробіології, вірусології, імунології та біотехнології, академік НАН України, директор Інституту мікробіології і вірусології ім. Д. К. Заболотного НАН України, доктор біологічних наук, професор.

## Життєпис
Закінчив Ужгородський державний університет (1970) та аспірантуру в Інституті мікробіології і вірусології ім. Д. К. Заболотного НАН України (1973).
Із 1992 р. — завідувач відділу проблем інтерферону та імуномодуляторів Інституту мікробіології і вірусології ім. Д. К. Заболотного НАН України.
Із 2021 р. — директор Інституту мікробіології і вірусології ім. Д. К. Заболотного НАН України.
Вчений ступінь: доктор біологічних наук (1988).
Вчене звання: професор (1992), академік НАН України (2021).

## Наукова діяльність

### Напрямки наукової діяльності
- Вивчення механізмів функціонування систем інтерферону та цитокінів за інфекційних та неінфекційних патологічних станів, перебіг яких супроводжується розвитком запальної реакції організму та порушенням імунної відповіді.
- Оптимізація технологій отримання імуномодулювальних та антивірусних засобів (препаратів інтерферону та його індукторів, наноматеріалів, імунобіотиків тощо).
- Створення біобезпечних та біосумісних наноконструкцій на основі наночастинок оксидів металів, ключових молекул антивірусної відповіді та лікарських препаратів з метою підвищення їх активності та удосконалення таргетної доставки.
- Конструювання діагностичних тест-систем для ідентифікації збудників вірусних та бактеріальних інфекцій людей і сільськогосподарських тварин.
- Розробка підходів до підвищення вірусостійкості сільськогосподарських рослин.

### Основні результати наукової діяльності
Вченим вперше запропоновано новий науковий напрямок в інтерферонології — дослідження антибактеріальної ефективності інтерферонів різних типів. Дослідник обґрунтував доцільність застосування препаратів інтерферону та його індукторів для лікування бактеріальних захворювань. Також зробив вагомий внесок у встановлення фізіологічної ролі системи інтерферону та інших цитокінів у патогенезі як інфекційно-запальних, так і неінфекційних захворювань, таких як ожиріння, діабет 2 типу, медикаментозний гепатит, гіпертензія тощо, пов'язані з запаленням і порушенням імунної відповіді.
Науковець розробив технологію отримання препаратів інтерферону І покоління та інших імуномодуляторів (вірексів, спленоферонів, лейкінферону, вірексів, діаферону, тимоіндуктину, біфідиму тощо). Завдяки ньому створено деякі імунобіотики із антимікробною, імуномодулювальною, протизапальною та гіпохолестеринемічною дією.
Під керівництвом Співака М. Я. Було створено деякі нанопрепарати на основі наночастинок металів та лікарських засобів з метою підвищення ефективності дії останніх та їх адресної доставки.
Дослідником було відкрито 2 нових рабдовіруса, які задепоновано в Депозитарії мікроорганізмів Інституту мікробіології і вірусології ім. Д. К. Заболотного НАН України.
Поміж основних досягнень вченого є розроблення діагностичних тест-системи для визначення збудників інфекційних хвороб людини і сільськогосподарських тварин: вірусу імунодефіциту, цитомегаловірусу, гепатитів (В та С), лейкозу, SARS-CoV-2, збудників сифілісу, лептоспірозу, туберкульозу тощо. Налагоджено їх промисловий випуск, що внесло вагомий вклад в медичну та ветеринарну діагностику, а також у контроль над інфекційними захворюваннями.
До інших його досягнень входить розроблення біотехнологічних основ одержання рекомбінантних білків — структурних елементів вірусів (вірусу імунодефіциту, цитомегаловірусу, гепатитів В, С, лейкозу) і бактерій (збудників сифілісу, лептоспірозу, туберкульозу).
Вчений багато уваги приділяє вихованню та підготовці наукових кадрів. Під його керівництвом успішно захистили свої дисертації 7 докторів наук та 34 кандидатів наук. Співак М. Я. та його учні плідно співпрацюють з лабораторіями США, Канади, Ізраїлю, Ірану, Словаччини та інших країн, що сприяє обміну знаннями та розширенню горизонту наукових досліджень у вірусології, мікробіології, імунології та біотехнології.

## Публікації
Автор більш ніж 650 наукових праць та матеріалів наукових конференцій, у тому числі 15 монографій, 26 авторських свідоцтв, 117 патентів, 16 Технічних умов України, 6 методичних рекомендацій МОЗ СРСР і МОЗ України, 5 інформаційних листів, а також 3 підручників для Вищих учбових закладів.

## Наукометричні показники
Вчений має високі науковометричні показники, станом на 2023 р. індекс Гірша 24, Scopus (206 документів, 1702  цитувань).

## Членство в наукових об'єднаннях, редакційних колегіях та комітетах
- Член спеціалізованих вчених рад із захисту докторських дисертацій (Інституту мікробіології і вірусології ім. Д. К. Заболотного НАН України, Інституту біології клітин НАН України, Національного медичного університету ім. О. О. Богомольця).
- Член редколегій журналів (Мікробіологічного журналу, Фізіологічного журналу, Biotechnologia Acta тощо)
- Експерт Комітету Верховної РадиУкраїниз питань освіти, науки та інновацій.
- Експерт Комітету Верховної  Ради України з Державних премій України в галузі науки і техніки.

## Відзнаки та премії
- Державна премія України в галузі науки і техніки (2005)
- Премія НАН України імені Д. К. Заболотного (2001)
- Премія НАН України імені І. І. Мечникова (2004)
- Премія НАН України імені О. О. Богомольця (2010)
- Премія НАН України імені О. В. Палладіна (2011)
- Золота медаль ВДНГ СРСР за розроблення технології отримання інтерферону (1986).
- Золота медаль Всесвітньої організації інтелектуальної власності (Швейцарія) (2001).
- Заслужений винахідник України (1992)
- Почесна грамота Верховної Ради України (2016)
- Почесний професор Ужгородського національного університету, а також Інституту мікробіології та імунології ім. І. І. Мечникова НАМН України (2006)
- Премія Міжнародного наукового фонду «Відродження», заснованого Джоржем Соросом (1993)